# Cot Me (Tadu Raya)
Cot Me is een bestuurslaag in het regentschap Nagan Raya van de provincie Atjeh, Indonesië. Cot Me telt 875 inwoners (volkstelling 2010).